# Erythrolamprus melanotus
Erythrolamprus melanotus är en ormart som beskrevs av Shaw 1802. Erythrolamprus melanotus ingår i släktet Erythrolamprus och familjen snokar.
Denna orm förekommer i Venezuela, Colombia samt Trinidad och Tobago. Arten lever i låglandet och i bergstrakter upp till 2000 meter över havet. Den vistas i olika slags skogar och gräsmarker. Dessutom besöks odlingsmark. I Trinidad och Tobago hittas den vanligen intill vattendrag. Honor lägger ägg.
För beståndet är inga hot kända. Hela populationen antas vara stor. IUCN kategoriserar arten globalt som livskraftig.

## Underarter
Arten delas in i följande underarter:
- E. m. lamari
- E. m. nesos
- E. m. melanotus